# Раздерський вузол

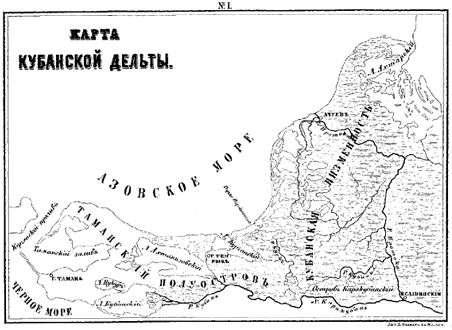
Мапа Кубанської дельти, 1870 рік

Раздерський вузол — місце на річці Кубань, біля міста Слов'янськ-на-Кубані, де річка ділиться на два гирла: південне — власне Кубань, завдовжки 113 км, і північне — річку Протока, завдовжки 130 км. Північним гирлом (Протокою) у селища Ачуїво, в Азовське море, скидається близько половини (44 %) води Кубані. Нижче Раздерського вузла Кубань відокремлює на південь ще одно гирло — Козачий Єрик (25 % водної витрати Кубані). Води Казачого Єрика скидаються в Великий Ахтанізовський лиман, а з останнього — в Азовське море. Власне Кубань впадає в Темрюцьку затоку Азовського моря у міста Темрюк.